# Rue Annie-Girardot
La rue Annie-Girardot est une rue du 13e arrondissement de Paris en bordure de la ZAC Gare de Rungis.

## Situation et accès
Elle relie la place de Rungis à hauteur du no  31 de la rue Brillat-Savarin et la rue des Longues-Raies à hauteur du no  21.
La rue Annie-Girardot est principalement desservie par la ligne 3a du tramway d'Île-de-France à la station Poterne des Peupliers.

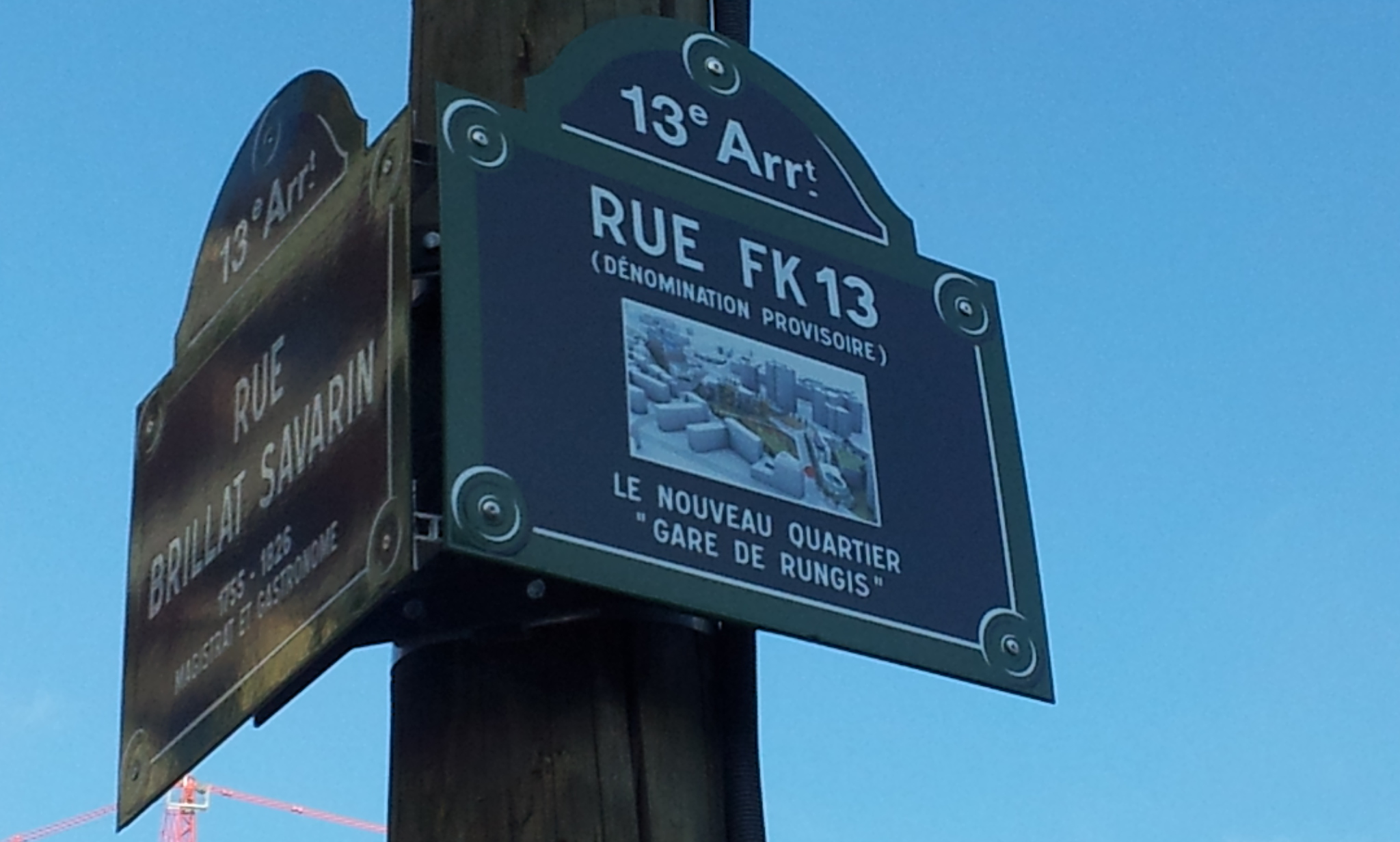
Plaque (provisoire) de la voie.
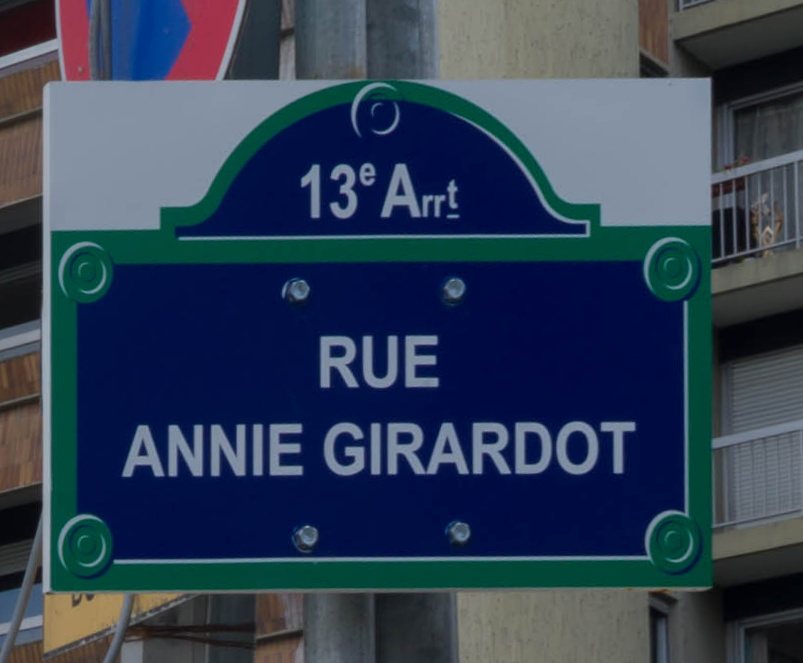
Plaque de rue en août 2014.
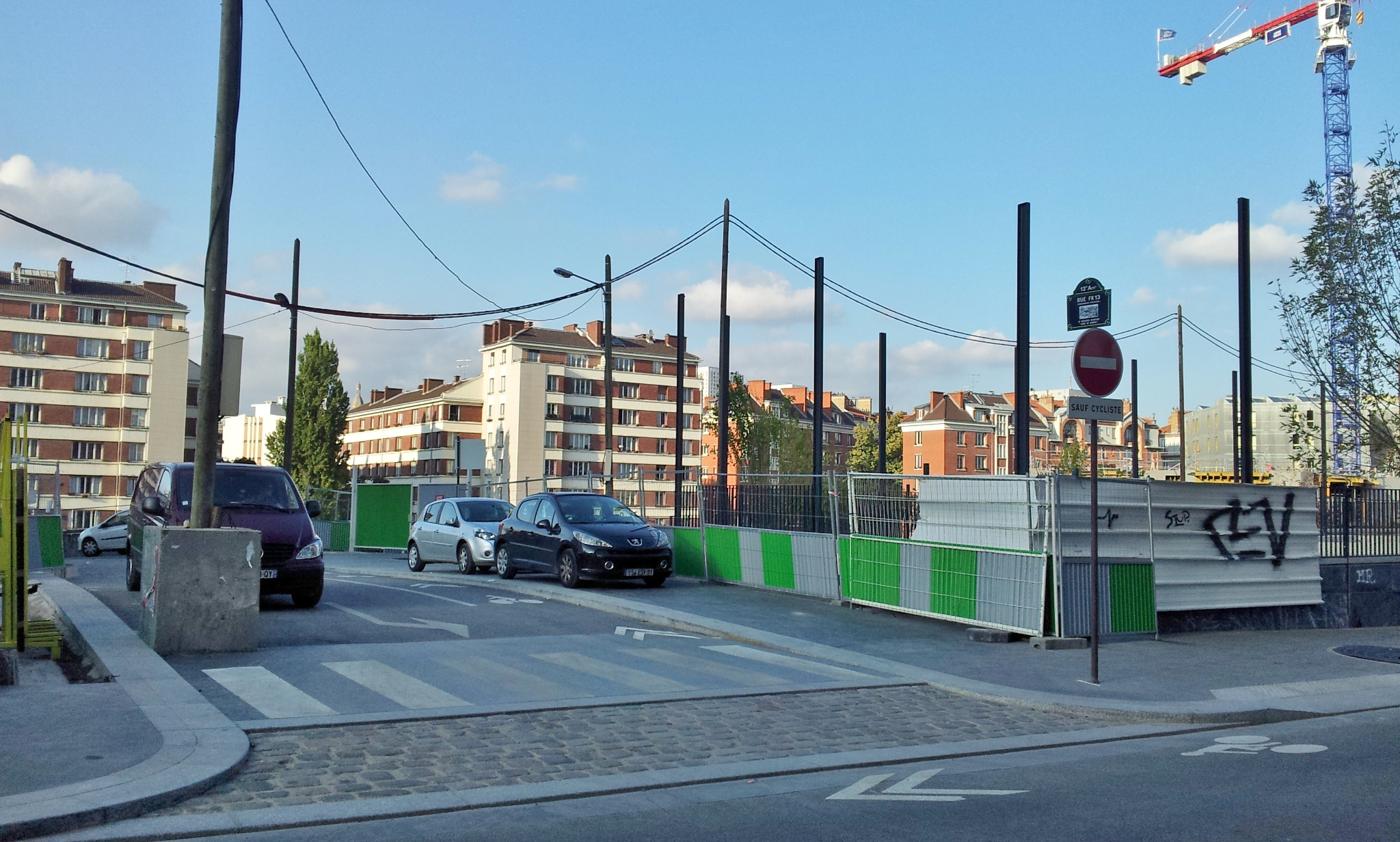
Vue depuis la rue des Longues-Raies.
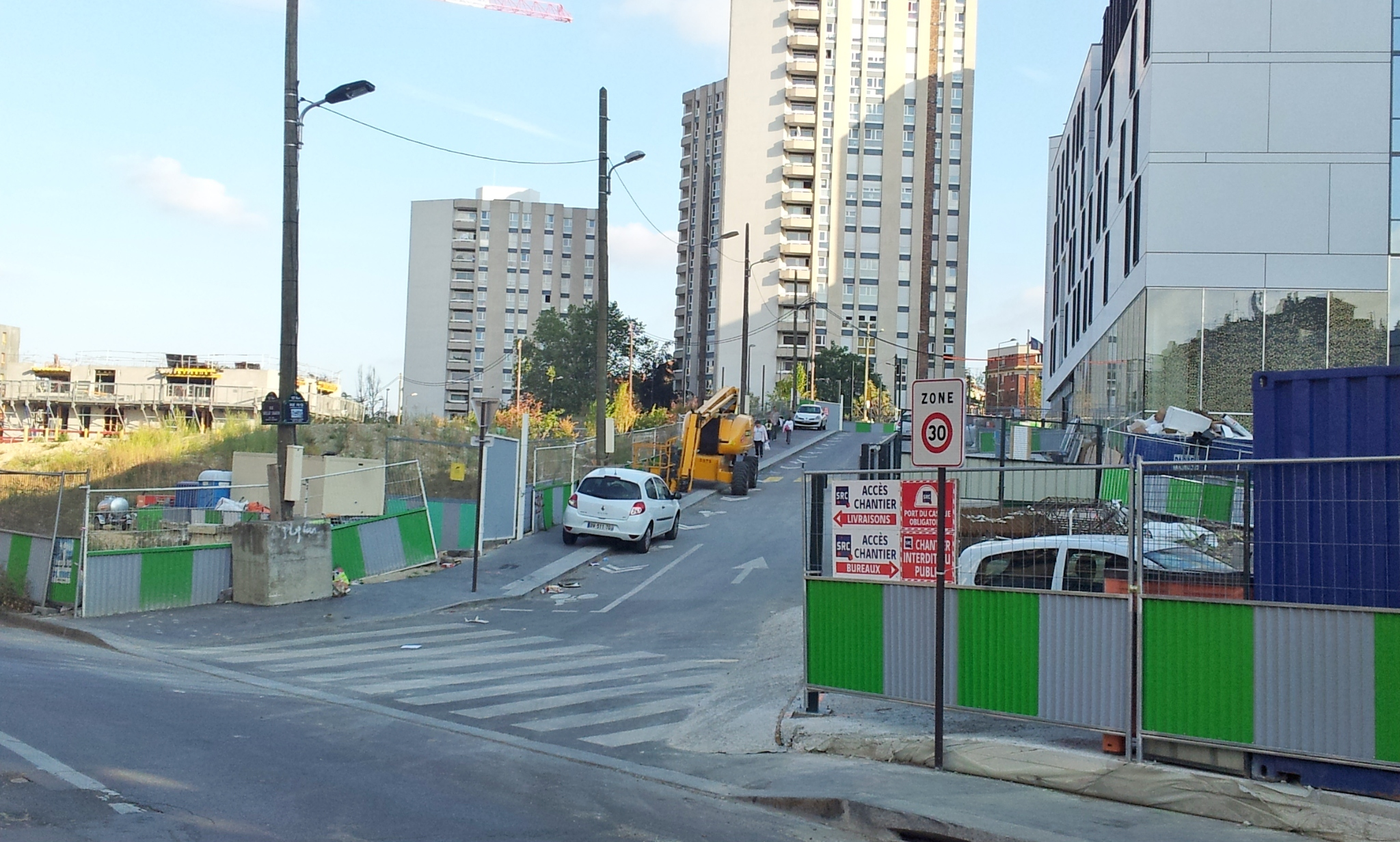
Vue depuis la rue Brillat-Savarin.

## Origine du nom
Elle porte le nom de l'actrice française Annie Girardot (1931-2011).

## Historique
La voie est ouverte entre 2002 et 2014, par la SEMAPA, société d'économie mixte de la ville de Paris, dans le cadre de l'aménagement de la ZAC Gare de Rungis sous le nom provisoire de « voie FK/13 » et prend sa dénomination actuelle le 25 septembre 2012.